# Краљевска палата Ла Гранха де Сан Илдефонсо
Краљевска палата Ла Гранха де Сан Илдефонсо (шпански: Palacio Real de La Granja de San Ildefonso), позната као Ла Гранха, је палата из раног 18. века у малом граду Сан Илдефонсо, смештена у брдима у близини Сеговије и 80 км северно од Мадрида, у оквиру покрајине Сеговија у централној Шпанији.
Постала је летња резиденција шпанских краљева од 1720-их за време владавине краља Филипа V. Палата је у суздржаном барокном стилу, окружена великим вртовима у формалном стилу француског парка са скулптуралним фонтанама. Сада је отворена за јавност као музеј.

## Историја
Ово подручје је било омиљено ловиште за многе краљеве Кастиље, због своје локације на шумовитим северним падинама планина Сијера де Гвадарама. У 15. веку, Енрике IV од Кастиље је изградио прву ловачку кућу на том месту, заједно са малим светилиштем посвећеним Сан Илдефонсу (Свети Илдефонс од Толеда), који је овом месту дао прво име.
Изабела I од Кастиље дала је обе зграде монасима манастира Санта Марија дел Парал у Сеговији, који су изградили убожницу и развили гранху (фарму) поред ложе и светилишта.

### Палата
Локалитет је купио од монаха 1719. године краљ Филип V, након што је његова летња палата у близини, у Валсаину, изгорела до темеља. Био је први шпански краљ из француске династије Бурбона. Почев од 1721. године, Филип је почео да гради нову палату и вртове по узору на Версај, коју је саградио његов деда, Луј XIV из Француске. Попут Версаја, околни простор палате обухватао је cour d'honneur (почасно двориште) на предњој страни и формалне вртове, са главном осовином усредсређеном на палату, окружене шумом у којој су се налазиле даље скривене баштенске карактеристике. Попут Версаја, Ла Гранха је у почетку служила за повлачење са двора, али је постала центар краљевске владе.
Филип је почео градњу са непретенциозним пројектом шпанског архитекте Теодора Ардеманса, који је укључио капелу на једној фасади, која је проширена у другој фази, око 1728-1734, под вођством Андрее Прокачинија и Семпронија Субисатија, који су обезбедили бочна дворишта, а затим је њен дефинитиван карактер дао Филипо Хувара, који је доведен из Торина, на основу препорука из круга Филипове друге краљице, Елизабете Фарнезе од Парме и његовог помоћника Ђованија Батисте Сакетија.
Када је краљ одлучио да абдицира 1724. године, његова намера је била да се повуче у Ла Гранху. Нажалост, Филипов наследник, краљ Луј I, умро је исте године и Филип је морао да се врати на престо. Због тога је место дизајнирано за разоноду и повлачење постало важно место сусрета краља, његових министара и двора. Град Сан Илдефонсо се проширио како би обезбедио смештај и услуге дворјанима који су желели место у близини краљеве омиљене резиденције. Војне касарне, саборна црква (1721–1724, изграђена по нацртима Теодора Ардеманса, посвећена Светој Тројици, 22. децембра 1723), па чак и краљевска фабрика стакла (1728), изграђене су за потребе палате. Фабрика стакла, која је имала неке почетне успехе од 1720. године у Нуево Батану у провинцији Мадрид, премештена је под вођством каталонског надзорника Вентуре Сита у Сан Илдефонсо, где су залихе дрвета биле у изобиљу, а краљевски покровитељ је био близу. Најбоље стакло венецијанског типа произведено овде потиче из последње четвртине 18. века. Као Ла Гранха де Сан Илдефонсо, стаклара наставља и данас као подружница Сан Гобена.
Филип је одабрао цркву као место за гробницу, чиме је означио раскид са својим хабзбуршким претходницима. Фреске Ђованија Батисте Тијепола, које је завршио Франсиско Баје, тешко су оштећене у пожару 1918. године.
Филипов наследник Фернандо VI завештао је краљевско место Сан Илдефонсо, са свим садржајем, другој жени свог оца, Изабел Фарнезе, која је била принуђена да тамо живи, далеко од мадридске политике, за време његове владавине. Тамо је имала значајан двор. Након њене смрти 1766. године, враћено је круни у лику њеног сина Карлоса III.
Следећих сто двадесет година Ла Гранха је била главна летња палата двора, а многа краљевска венчања и сахране, државни уговори и политички догађаји одвијали су се унутар њених зидина. Међутим, од 1880-их, двор је више волео да борави у приморским палатама у Баскији и краљевска локација је постала ретко коришћена. Године 1918. велики пожар је оштетио палату и иако је штета поправљена, велики део унутрашње декорације и садржаја је изгубљен.
Тренутно је краљевска локација део националне баштине Шпаније, која садржи и одржава многе поседе и палате круне. То је популарна туристичка атракција, са баштама и ентеријерима који приказују собе са мермером из Караре, јапанским лакираним предметима и кристалним лустерима; портретима и другим сликама; и Музеј фламанских таписерија. 

### Вртови
Вртови се простиру се на преко 6,1 km² око палате и један су од најбољих примера европског дизајна баште из 18. века у стилу француског парка у Шпанији. Француски дизајнер из званичних француских краљевских канцеларија Робера де Кота био је Рене Карлије, који је користио природни нагиб локације у дизајну дворишта, за побољшање аксијалних визуелних перспектива и за обезбеђење довољне висине за воду за двадесет шест скулптуралних фонтана у формалним баштама и пејзажном (енглеском) парку.
Вајари су стигли из Париза да израде скулптуре на локацији. Међу њима су били: Рене Фремен (1672–1744, у Ла Гранхи до 1738.), коме је у инвентарима из 18. века приписано извођење многих ваза и скулптура; Жан Тијери; и други.

#### Фонтане
Све фонтане представљају теме из класичне митологије, укључујући грчка божанства, алегорије и сцене из митова. Они су ливени у олову да би се спречила корозија, и фарбани да симулирају бронзу, племенитији материјал, или лакирани преко белог оксидованог олова како би се имитирао мермер. Група богато скулптуралних ваза приписана је дизајну Жила-Мари Опенора, које су вероватно прослеђене преко канцеларије Робера де Кота, који је надгледао француске краљевске грађевинске пројекте. Бруно Понс је приметио у скулптуралним вазама „готово претерано бриљантан стил, сасвим другачији од француског краљевског укуса, који показује неоспорно супериорно разумевање орнамента“.
Фонтана „Дијанине купке“ је централна тачка неколико баштенских алеја, направљена је од олова, а затим офарбана да изгледа као бронза и мермер - чини једну од најупечатљивијих и добро очуваних архитектура из овог периода у Шпанији. Фремен, Тијери и Бусо предводили су тим вајара који су између 1720. и 1745. године креирали ову задивљујућу фонтану. 
Оригинални водовод и цевоводи су и даље функционални. Они се ослањају искључиво на гравитацију да обезбеђују воду до фонтана, укључујући и до 40 m висине фонтане "Славе". Резервоар El Mar (Море), лежи усамљен на највишој тачки пејзажног парка и обезбеђује снабдевање и притисак воде за цео систем. Упркос протестима краљевског рачуновође, 1736. године дванаест камила је послато из Краљевске палате Аранхуез да помогну у радовима око резервоара. Последња је преминула 1740.
Данас је само неколико фонтана активно сваког дана. Двапут годишње, на празнике Сан Фернанда и Сан Луја, свих двадесет и шест фонтана се активирају, пружајући незаборавна искуства.

## Галерија
- Палата Ла Гранха
- Фонтане испред палате
- Фонтана у врту
- Детаљ фасаде
- Сфинга на тераси палате
- Језеро Ел Мар
- Двориште палате
- Принт палате из 1873.

- Краљевска капела
- Фонтана и музички храм у врту
- Ентеријер
- Гробница Филипа V и Елизабете Фарнезе